# Geschicklichkeit
Geschicklichkeit ist die Fähigkeit, bei der Aufgaben durch Konzentration, Geduld, Schnelligkeit und Bewegung oft durch Feinmotorik gelöst werden.  

## Allgemeines
Definitionsversuche berücksichtigen entweder die menschlichen Eigenschaften, die zur Geschicklichkeit notwendig sind oder die hierfür eingesetzten Körperteile. Geschicklichkeit ist ein Grad der Mühelosigkeit, Geschwindigkeit und Genauigkeit motorischer Handlungen. Sie äußert sich in feinmotorischen Bewegungen der Hände, Füße oder des Kopfs. Geschicklichkeit ist mithin die Fähigkeit, mit distalen Körperteilen zielmotorische Handlungen durchführen zu können, wobei die Stabilität des Rumpfes und der proximalen Gelenke gewährleistet ist. Geschicklichkeit lässt sich durch Übung, Spiel, Routine und allmähliche Erhöhung der Schwierigkeitsstufe verbessern. 

## Tätigkeiten
Geschicklichkeit ist bei Hausarbeit, beim Heimwerken und bei der Gartenarbeit ebenso erforderlich wie bei vielen Sportarten. Geschicklichkeitsspiele trainieren Motorik, Feinmotorik, koordinative Fähigkeiten oder Bewegungskoordination. Mangelnde Geschicklichkeit kann zu Fehlern führen, so etwa im Beruf zu Fehlproduktion oder in der Freizeit zu Haushaltsunfällen.

## Berufliche Qualifikation
Geschicklichkeit wird als Teil der beruflichen Qualifikation in den meisten gewerblich-technischen Berufen vorausgesetzt, die handwerkliche Tätigkeiten umfassen, so etwa bei Zahntechnikern, Feinmechaniker, Werkzeugmacher und Mechatronikern.
In vielen traditionellen Berufen wie den Goldschmieden ist die geschickte Ausführung der Arbeiten Teil der Handwerkskunst.
Bei Musikern, bildenden Künstlern, Kunsthandwerker und Teilbereichen der darstellenden Kunst (etwa Zauberkünstlern) gehört die Geschicklichkeit zur benötigten Kunstfertigkeit.